# N1 - Westkustroute
De N1 - Westkustroute (Deens: Vestkystruten) is een landelijke langeafstandsfietsroute in Denemarken. De route volgt de westkant van het land en de Waddenzee en is onderdeel van de EuroVelo EV12 Noordzeeroute. Het traject is bewegwijzerd in twee richtingen met het cijfer 1 en is onderdeel van de nationale fietsroutes van Denemarken.

## Traject
De route begint in Skagen in het noorden van Jutland. Hier kan de EuroVelo EV12 Noordzeeroute vervolgd worden of kan worden gekozen voor de landelijke routes N3 - Ossenwegroute of N5 - Oostkustroute.
De route gaat zuidwaarts langs de Waddenzee en door Jutland. Onderweg sluiten diverse landelijke routes aan. In Hanstholm is dit de landelijke route N2 - Hanstholm-Kopenhagen. Tussen Agger en Harboøre loopt de landelijke route N12 - Limfjordroute parallel met de route mee. In Søndervig sluit de N4 - Kopenhagen-Søndervig aan en in Esbjerg de N6 - Esbjerg-Kopenhagen.
Na Højer bereikt de route de grens met Duitsland. Parallel aan de grens richting het oosten gaat de landelijke route N8 - Baltische Route verder. In Duitsland kan de EuroVelo EV12 Noordzeeroute worden vervolgd, deze maakt gebruik van de Duitse landelijke route D1 - Noordzeeroute.

## Aansluitingen met Europese routes
- De gehele route is onderdeel van de EuroVelo EV12 Noordzeeroute.

## Aansluitingen met andere routes
- In Skagen kan worden aangesloten op de landelijke route N3 - Ossenwegroute.
- In Skagen kan worden aangesloten op de landelijke route N5 - Oostkustroute.
- In Hanstholm kan worden aangesloten op de landelijke route N2 - Hanstholm-Kopenhagen.
- Tussen Agger en Harboøre loopt de landelijke route N12 - Limfjordroute parallel met de route mee.
- In Søndervig kan worden aangesloten op de landelijke route N4 - Kopenhagen-Søndervig.
- In Esbjerg kan worden aangesloten op de landelijke route N6 - Esbjerg-Kopenhagen.
- In Højer kan worden aangesloten op de landelijke route N8 - Baltische Route.
- Op de grens met Duitsland bij Højer kan worden aangesloten op de Duitse landelijke route D1 - Noordzeeroute.